# هيو هولمز
هيو هولمز (بالإنجليزية: Hugh Holmes)‏ هو سياسي أمريكي، ولد في 1768، وتوفي في 1825.